# Баутиста, Альваро
Альваро Баутиста Арсе (исп. Álvaro Bautista Arce; род. 21 ноября 1984, Талавера-де-ла-Рейна, Испания) — испанский мотогонщик. Чемпион мира 2006 в классе 125 кубических сантиметров.Чемпион Мира в класе WSBK в 2022-2023 г.г.

## Ранние годы
Альваро Баутиста начал ездить на мотоцикле в три с половиной года, а провёл свою первую гонку в 1993 в классе Minimoto. В 1994 Баутиста стал вице-чемпионом Мадрида в своей категории, конкурируя с более старшими гонщиками.
В сезоне 1995—1996 стал чемпионом Мадрида. В 1997 переходит в Кубок Aprilia 50cc и достигает превосходного шестого места в финальном зачете и выигрывает свой первый подиум в этой категории.
В 1998 году выступает в Кубке Aprilia Cup, и занимает третье место после Хорхе Лоренсо (1) и Жоана Оливе(2).
В 1999 был выбран из 400 пилотов Альберто Пучем в Кубок Movistar Activa, заканчивает его на пятом месте.
В 2000 являлся резервным гонщиком для команды Movistar Junior Team 125cc в чемпионате Испании.

## 125cc
В 2001 начал сезон с командой Belart Yamaha 125cc и выступал за неё до середины сезона, пока команда не снялась с чемпионата из-за отсутствия ресурсов, сезон Альваро закончил в другой команде.
В 2002 году под опекой Мануэля Moренте выступал в чемпионате Испании, чемпионате Европы, а также провёл 3 гонки в Мировом Чемпионате в классе 125сс в цветах команды Атлетико Мадрид.
В 2003 году выступал за команду Seedorf Racing на мотоцикле Aprilia, выступая в Чемпионате Мира в классе 125cc и в классе 125cc Чемпионата Испании(который выиграл).
В 2004 году Альваро вновь выступал за Seedorf Racing в Чемпионате Мира вместе с напарником Эктором Барберой. После окончания сезона Барбера перешёл в класс 250cc, а Альваро остался пилотом команды. Однако в 2005 команда перешла на мотоциклы Honda и результаты Альваро резко упали, в конце сезона Баутиста уходит из команды.
В 2006 Баутиста присоединился к команде Хорхе Мартинеса «Аспара» и получил заводской мотоцикл Aprilia RS125. В тот же год Баутиста выиграл чемпионат в доминирующем стиле, одержав 8 побед за сезон.

## 250cc
После выигрыша титула в категории 125cc пилот остался в команде Aspar Aprilia и в классе 250cc стал напарником Алекса Де Анджелиса. Выиграв в свой дебютный сезон в 2007 две гонки, Альваро занял четвёртое место и являлся претендентом на титул в следующем сезоне.
В 2008 из-за многочисленных падений в начале сезона не смог выиграть титул, несмотря на упорную борьбу с Марко Симончелли и закончил сезон на 2 месте с 4 победами.
В 2009 Баутиста стал четвёртым в общем зачёте. Чемпионом стал Хироси Аояма.

## MotoGp
В 2010 году Альваро Баутиста выступал за команду Rizla Suzuki под номером 19. Результатом дебютного сезона в классе MotoGP стало 13 место в общем зачете. Лучшими результатами были два пятых места в Каталонии и Малайзии.
В 2011 году Альваро также стал 13-м.

## Супербайк
Перешёл из МотоГП в 2019. На первом же этапе в Австралии выиграл все 3 гонки, став, таким образом, первым гонщиком после 2007, выигравшим свою первую гонку в Супербайке (тогда это был Макс Бьяджи).